# Gergely Gulyás
Gergely Gulyás (* 21. září 1981 Budapešť) je maďarský právník a pravicový politik, od roku 2010 poslanec Zemského shromáždění a od roku 2017 předseda parlamentní politické frakce strany Fidesz - Maďarská občanská unie.

## Biografie
Narodil se v roce 1981 do právnické rodiny v Budapešti v tehdejší Maďarské lidové republice. Odmaturoval na protestantském gymnáziu Lónyay Utcai Református Gimnázium v Budapešti. Roku 2004 získal právnický diplom na Katedře právních a státních věd na Katolické univerzitě Pétera Pázmánye. Od roku 2005 vyučuje na Katedře ústavního práva na protestantském univerzitě Károli Gáspár Református Egyetem. Od roku 2008 pracuje jako právník.

### Politická kariéra
V roce 2005 vstoupil do pravicové strany Fidesz - Maďarská občanská unie a od roku 2017 je předsedou její parlamentní frakce.
- Volby do Evropského parlamentu v Maďarsku 2009 — za Fidesz–KDNP na 21. místě a nebyl zvolen.
- Parlamentní volby v Maďarsku 2010 — kandidoval za Fidesz–KDNP v župě Vas a byl zvolen poslancem
- Parlamentní volby v Maďarsku 2014 — kandidoval na celostátní kandidátce Fidesz–KDNP a byl zvolen poslancem.
- Parlamentní volby v Maďarsku 2018 — ?